# Danny Sorensen
Danny Chris Sorensen (* 1947) ist ein US-amerikanischer Mathematiker, der sich mit numerischer linearer Algebra befasst. Er ist Professor an der Rice University.
Sorensen studierte Mathematik an der University of California, Davis mit dem Bachelor-Abschluss 1972 sowie an der University of California, San Diego mit dem Master-Abschluss 1975 und der Promotion bei James Bunch 1977 (Updating the Symmetric Indefinite Factorization with Applications in a Modified Newton's Method). Danach war er am Argonne National Laboratory, bevor er Professor an der Rice University in Houston wurde.
Er entwickelte das Softwarepaket Arpack (der Name steht für Arnoldi Package) zur Berechnung der Eigenwerte und Eigenvektoren sehr großer linearer Gleichungssysteme. Es beruht auf einem weiterentwickelten Arnoldi-Verfahren und Lanczos-Verfahren (genannt Implicitly Restarted Arnoldi Method (IRAM) bzw. Implicitly Restarted Lanczos Method (IRLM)) und wurde von Sorenson und Kollegen am Argonne National Laboratory in den 1990er Jahren entwickelt.

## Schriften
- mit R. B. Lehoucq, C. Yang: ARPACK’s User Guide, SIAM 1998.